# 신마르크스주의
신마르크스주의(新 - 主義, 영어: neo-Marxism)는 이탈리아의 안토니오 그람시, 헝가리의 루카치 죄르지 등이 1920년대에 주장한 마르크스주의의 분파 사상이다. 1960년대의 신좌익 사상에 영향을 주었으며 독일 프랑크푸르트 학파 등 막스 호르크하이머를 중심으로 한 아도르노·마르쿠제에 의해 1930년대에 계승된 신좌익 사상이다.
초기 마르크스주의 사상은 20세기 초반까지 최초의 논리적 사회주의 사상이란 이유로 그 명성을 얻었지만, 자본주의 사회에서 나타나는 문제를 사회의 하부 구조인 경제 부분(마르크스주의의 경제결정설)만을 언급하는 것으로 발전되었기 때문에 확실한 사회·정치 이론이 없다는 한계에 봉착했다. 이에, 상부 구조인 사회·정치 이론을 정립화하기 위해 이탈리아의 공산주의자인 안토니오 그람시가 자본주의 사회에서 나타나는 비인간적인 문화와 인간 소외를 중점으로 문제를 다뤄 신마르크스주의 사상의 토대를 마련했다.
신마르크스주의의 성립배경으로는, 근대자본주의 사회에서 국가의 역할을 제대로 설명하지 못한 마르크스주의에 대한 비판으로 마르크스-레닌주의 등 유사개념의 마르크스주의가 탄생하게 되고, 이 개념을 총칭해서 V.Weiss는 후속 마르크스주의라고 정의내린다. 포괄적으로 후속 마르크스주의에 속하지만 속한 요소들과는 차별화된 개념이 신마르크스주의이며 마르크스주의에 대한 재해석 및 왜곡된 마르크스주의를 바로잡는 사회철학적 사조 및 현상을 뜻한다. 이러한 신마르크스주의는 후속 마르크스주의에 대한 무반성(無反省)적 태도와 사회철학적 강제성에 대해 비판하며 태동(胎動)하였다. 신마르크스주의에 대한 정의와 주장은 학자별로 조금씩 다르나 대체로 인간소외, 탈인격화, 개인화 등의 문제에 대한 Humanism적 요소를 강조하며 인간 중심의 인본적 사상을 주장한다는 점. 주관과 객관, 이론과 실천을 통합하여 마르크스주의의 유물론에 대한 과학적 체계화를 주장한다는 점은 대동소이하다.
사회 문제를 전문적으로 분석한 마르크스주의인 신마르크스주의는 이런 특징 때문에 사회 개혁에 중점을 두는 좌익 운동인 신좌익 운동의 토대가 되는 사상이 되었다.

## 같이 보기
- 분석마르크스주의
- 자유지상주의적 마르크스주의
- 마르크스주의 여성주의